# Jordan Raskopoulos
Jordan Nicola Bridget Raskopoulos (* 25. ledna 1982 Sydney) je australská herečka a zpěvačka známá jako scenáristka a účinkující australského televizního skečového pořadu The Ronnie Johns Half Hour a jako hlavní zpěvačka oceňovaného rockového hudebního projektu The Axis of Awesome, který svůj název satiricky odvozuje od termínu „osa zla“, použitého v roce 2002 americkým prezidentem Bushem. Její bratr je komik Steen Raskopoulos, otcem fotbalista Peter Raskopoulos.
Raskopoulos za sebou má aféru z roku 2013, kdy údajně ovlivnila hlasování na australských televizních cenách, Logie Awards 2013. V roce 2016 se veřejně odhalila jako transwoman, o rok později se také veřejnosti svěřila se svými úzkostnými stavy.

## Diskografie
- Scissors, Paper, Rock! (2008)
- Infinity Rock Explosion! (2010)
- Animal Vehicle (2011)
- The Swimsuit Area (2012)
- Cry Yourself a River (2012)
- Christmawesome (2013)
- Viva La Vida Loca Las Vegas (2016)